# Road Runner und Wile E. Coyote/Filmografie
Dies ist eine Liste der verschiedenen Road-Runner- und Wile-E.-Coyote-Zeichentrickfilme.
Road Runner und Wile E. Coyote waren erstmals 1949 in Chuck Jones Kurzfilm Schnell und stürmisch zu sehen. Im goldenen Zeitalter des US-amerikanischen Zeichentrickfilms erschienen von 1949 bis 1966 insgesamt 40 Kurzfilme mit den beiden Kontrahenten, wobei drei davon dem 1962 veröffentlichten Film Adventures of the Road-Runner entstammen, der ursprünglich als Pilotfilm einer nie produzierten Fernsehserie vorgesehen war. Wile E. Coyote hatte von 1952 bis 1963 zusätzliche 5 Kurzfilmauftritte an der Seite von Bugs Bunny. Erwähnenswert ist Jones’ Allzeit Beep-Beep aus dem Jahr 1961, der eine Oscar-Nominierung erhielt. Nach dem goldenen Zeitalter des US-amerikanischen Zeichentrickfilms wurden weitere 12 Kurzfilme mit Road Runner und Wile E. Coyote produziert, von denen drei innerhalb zweier Fernsehspecials erschienen (darunter ein Kurzauftritt), zwei lediglich einen Kurzauftritt des Jagd-Duos zeigen und vier 3D-Animationsfilme sind. Reguläre Auftritte (ohne Kurzauftritte) hatte das Duo in insgesamt 49 Kurzfilmen.
Alle bis Anfang 1965 veröffentlichten Kurzfilme entstanden unter der Regie von Chuck Jones, dessen Road-Runner-und-Wile-E.-Coyote-Cartoons, zu Beginn oder während einer Pause in der Verfolgungsjagd, mit Ausnahme der drei Adventures-of-the-Road-Runner-Cartoons, stets eingeblendete fiktional-wissenschaftliche Namen der beiden Kontrahenten zeigten. Ab dem vierten Auftritt des Duos veränderte sich dieser von Film zu Film. Nach dem Weggang von Jones im Jahr 1962 wurde dies vorerst nicht weitergeführt. Erst ab 1979 erschienen weitere Cartoons mit fiktional-wissenschaftlichen Namen. Im Deutschen wurden zusätzlich Übersetzungen dieser fiktional-wissenschaftlichen Namen eingesprochen.
Road Runner und Wile E. Coyote tauchten in zahlreichen weiteren Produktionen auf, so erschienen sie in Fernsehserien sowie -Specials, Direct-to-Video-Veröffentlichungen und Anfang der 2000er-Jahre auch in Webtoons, die auf der Looney-Tunes-Website veröffentlicht wurden. Der 1979 veröffentlichte Kompilationsfilm Bugs Bunnys wilde, verwegene Jagd widmete den beiden Figuren das gesamte letzte Viertel seiner Laufzeit. Auch gehörte das Duo zur Stammbesetzung der im selben Jahr erschienenen Kompilationsserie Die schnellste Maus von Mexiko. Die fünf klassischen Kurzfilme mit Wile E. Coyote und Bugs Bunny waren auch im Rahmen der erstmals 1983 gezeigten Kompilationsserie Mein Name ist Hase zu sehen. Von 2011 bis 2012 wurde in der ersten Staffel der Serie The Looney Tunes Show am Ende fast jeder Folge ein CGI-animierter Kurzfilm mit Road Runner und Wile E. Coyote gezeigt. Zudem hatten die beiden Auftritte in den mit Animationen kombinierten Realfilmen Space Jam (1996), Looney Tunes: Back in Action (2003) und Space Jam: A New Legacy (2021).

## Kurzfilme
Insgesamt sind 57 Kurzfilme gelistet.
| Nr. | Erstausstrahlung (USA)         | Deutscher Titel                    | Originaltitel                           | Länge | LT/MM   | Drehbuch                                 | Regie                                | Bezeichnungen für den Road Runner (gesprochene Bezeichnung im Deutschen) | Bezeichnungen für den Coyoten (gesprochene Bezeichnung im Deutschen) | Anmerkungen |
| --- | ------------------------------ | ---------------------------------- | --------------------------------------- | ----- | ------- | ---------------------------------------- | ------------------------------------ | ------------------------------------------------------------------------ | -------------------------------------------------------------------- | --- |
| 1   | 16. Sep. 1949 (27. Apr. 1957*) | Schnell und stürmisch              | Fast and Furry-ous                      | 6:55  | LT, MM* | Michael Maltese                          | Chuck Jones                          | Accelleratii incredibus (Tempus spectacularis)                           | Carnivorous vulgaris (Fleischfressus vulgaris)                       | dt. Alternativtitel: Fetzig und hetzig |
| W1  | 19. Jan. 1952                  | n.v.                               | Operation: Rabbit                       | 7:19  | LT      | Michael Maltese                          | Chuck Jones                          | n.v.                                                                     | n.v.                                                                 | nur Wile E. Coyote; mit Bugs Bunny; erster Cartoon in dem Wile E. Coyote spricht und seinen Namen nennt |
| 2   | 24. Mai 1952 (1960–61*)        | Road Runners Beep-Show             | Beep, Beep                              | 6:45  | MM*     | Michael Maltese                          | Chuck Jones                          | Accelerati incredibilus (Beschleunicus unglaublichus)                    | Carnivorous vulgaris (Carnivorous vulgaris)                          | Satellite-Award-Nominierung (2005); dt. Alternativtitel: Beep, beep |
| 3   | 23. Aug. 1952                  | Kein Mittagessen für Kojote        | Going! Going! Gosh!                     | 6:25  | MM      | Michael Maltese                          | Chuck Jones                          | Acceleratti incredibilis (Beschleunicus unglaublichus)                   | Carnivorous vulgaris (Carnivorous vulgaris)                          | |
| 4   | 19. Sep. 1953                  | Vogelfang nach Kojotenart          | Zipping Along                           | 6:55  | MM      | Michael Maltese                          | Chuck Jones                          | Velocitus tremenjus (Geschwindicus gewalticus)                           | Road-Runnerus digestus (Road-Runnerus verdauus)                      | dt. Alternativtitel: Jagdfieber; Vogelfang nach Kojoten-Art |
| 5   | 14. Aug. 1954                  | Heisse Sohle auf dem Highway       | Stop! Look! And Hasten!                 | 7:00  | MM      | Michael Maltese                          | Chuck Jones                          | Hot-roddicus supersonicus (Heissus flitzus überschallus)                 | Eatibus anythingus (Fressibus fast allus)                            | dt. Alternativtitel: Heiße Sohle auf dem Highway |
| 6   | 30. Apr. 1955                  | Schwere Geschütze                  | Ready.. Set.. Zoom!                     | 6:55  | LT      | Michael Maltese                          | Chuck Jones                          | Speedipus rex (Geschwindicus rex)                                        | Famishus-famishus (Hungribus-hungribus)                              | |
| 7   | 10. Dez. 1955                  | Pfeilschnell und explosiv          | Guided Muscle                           | 6:40  | LT      | Michael Maltese                          | Chuck Jones                          | Velocitus delectiblus (Geschwindicus delicatus)                          | Eatibus almost anythingus (Fressibus fastus allus)                   | dt. Alternativtitel: Pfeilschnell und Explosiv |
| 8   | 5. Mai 1956                    | Mensch Meier!                      | Gee Whiz-z-z-z-z-z-z                    | 6:35  | LT      | Michael Maltese                          | Chuck Jones                          | Delicius-delicius (Köstlich-köstlich)                                    | Eatius birdius (Voglius fressus)                                     | dt. Alternativtitel: Husch, husch |
| 9   | 10. Nov. 1956                  | Steinschlag und Dynamit            | There They Go-Go-Go!                    | 6:35  | LT      | Michael Maltese                          | Chuck Jones                          | Dig-outius tid-bittius (Innervierus leckerbissi)                         | Famishius fantasticus (Hungribus fantasticus)                        | |
| W2  | 15. Dez. 1956                  | n.v.                               | To Hare Is Human                        | 6:59  | MM      | Michael Maltese                          | Chuck Jones                          | n.v.                                                                     | n.v.                                                                 | nur Wile E. Coyote; mit Bugs Bunny |
| 10  | 26. Jan. 1957                  | Rollschuhsegler und Dampfwalzen    | Scrambled Aches                         | 6:50  | LT      | Michael Maltese                          | Chuck Jones                          | Tastyus supersonicus (Leckeribus überschallus)                           | Eternalii famishiis (Immerzubus hungribus)                           | |
| 11  | 14. Sep. 1957                  | Völlig durchgedreht                | Zoom and Bored                          | 6:15  | MM      | Michael Maltese                          | Chuck Jones                          | Birdibus zippibus (Voglius rapidus)                                      | Famishus vulgarus (Hungribus fiesus)                                 | dt. Alternativtitel: Road Runner – Schneller als die Feuerwehr (S8) |
| 12  | 12. Apr. 1958                  | Plattgemacht und durchgeschleudert | Whoa, Be-Gone!                          | 6:10  | MM      | Michael Maltese                          | Chuck Jones                          | Birdius high-ballius (Voglius rasantus)                                  | Famishius vulgaris ingeniusi (Hungribus vulgaris genialis)           | |
| 13  | 11. Okt. 1958                  | Mit Haken und Ösen                 | Hook, Line and Stinker                  | 5:55  | LT      | Michael Maltese                          | Chuck Jones                          | Burnius-roadibus                                                         | Famishius-famishius                                                  | dt. Alternativtitel: Angeschmiert |
| 14  | 6. Dez. 1958                   | n.v.                               | Hip Hip-Hurry!                          | 6:00  | MM      | Michael Maltese                          | Chuck Jones                          | Digoutius-unbelieveablii                                                 | Eatius-slobbius                                                      | |
| 15  | 9. Mai 1959                    | Von der Rolle                      | Hot-Rod and Reel!                       | 6:25  | LT      | Michael Maltese                          | Chuck Jones                          | Super-sonicus-tastius                                                    | Famishius-famishius                                                  | |
| 16  | 10. Okt. 1959                  | n.v.                               | Wild About Hurry                        | 6:45  | MM      | Michael Maltese                          | Chuck Jones                          | Batoutahelius                                                            | Hardheadipus oedipus                                                 | |
| 17  | 19. Jan. 1960                  | Einfälle – Reinfälle               | Fastest with the Mostest                | 7:20  | LT      | n.v.                                     | Chuck Jones                          | Velocitus incalcublii                                                    | Carnivorous slobbius                                                 | nicht zu verwechseln mit Einfälle und Reinfälle aus dem Jahr 1963 (OT: To Beep or Not to Beep); dt. Alternativtitel: Einfälle/Reinfälle                                                                                              |
| W3  | 4. Juni 1960                   | n.v.                               | Rabbit’s Feat                           | 6:07  | LT      | Michael Maltese                          | Chuck Jones                          | n.v.                                                                     | n.v.                                                                 | nur Wile E. Coyote; mit Bugs Bunny |
| 18  | 8. Okt. 1960                   | n.v.                               | Hopalong Casualty                       | 6:05  | LT      | Chuck Jones                              | Chuck Jones                          | Speedipus-rex                                                            | Hard-headipus ravenus                                                | |
| 19  | 21. Jan. 1961                  | Zischen und Schnauben              | Zip ’N Snort                            | 5:50  | MM      | Chuck Jones                              | Chuck Jones                          | Digoutius-hot-rodis                                                      | Evereadii eatibus                                                    | dt. Alternativtitel: Schnief und Schnauf; Road Runner – Schnell wie der Blitz (S8) |
| 20  | 3. Juni 1961                   | Die Jagd im Canyon                 | Lickety-Splat                           | 6:20  | LT      | Chuck Jones                              | Chuck Jones, Co-Regie: Abe Levitow   | Fastius tasty-us                                                         | Apetitius giganticus                                                 | |
| W4  | 29. Juli 1961                  | n.v.                               | Compressed Hare                         | 7:00  | MM      | David Detiege                            | Chuck Jones, Co-Regie: Maurice Noble | n.v.                                                                     | n.v.                                                                 | nur Wile E. Coyote; mit Bugs Bunny |
| 21  | 11. Nov. 1961                  | Allzeit Beep-Beep                  | Beep Prepared                           | 6:00  | MM      | John Dunn, Chuck Jones                   | Chuck Jones, Co-Regie: Maurice Noble | Tid-bittius velocitus                                                    | Hungrii flea-bagius                                                  | Oscar-Nominierung (1962); dt. Alternativtitel: Allzeit Beep Beep!; Karl der Coyote – Wer wagt, gewinnt (S8) |
| 22  | 30. Juni 1962                  | n.v.                               | Zoom at the Top                         | 6:30  | MM      | Chuck Jones                              | Chuck Jones, Co-Regie: Maurice Noble | Disappearialis quickius                                                  | Overconfidentii vulgaris                                             | |
| W5  | 8. Juni 1963                   | n.v.                               | Hare-Breadth Hurry                      | 7:00  | LT      | John Dunn                                | Chuck Jones, Co-Regie: Maurice Noble | n.v.                                                                     | n.v.                                                                 | nur Wile E. Coyote; mit Bugs Bunny |
| 23  | 28. Dez. 1963                  | Einfälle und Reinfälle             | To Beep or Not to Beep                  | 6:35  | MM      | John Dunn, Chuck Jones                   | Chuck Jones, Co-Regie: Maurice Noble | n.v.                                                                     | n.v.                                                                 | Teil des Pilotfilms Adventures of the Road-Runner; nicht zu verwechseln mit Einfälle – Reinfälle aus dem Jahr 1960 (OT: Fastest with the Mostest); dt. Alternativtitel: Beepen oder nicht beepen                                     |
| 24  | 6. Juni 1964                   | n.v.                               | War and Pieces                          | 6:40  | LT      | John Dunn                                | Chuck Jones, Co-Regie: Maurice Noble | Burn-em upus asphaltus                                                   | Caninus nervous rex                                                  | |
| 25  | 1. Jan. 1965                   | n.v.                               | Zip Zip Hooray!                         | 6:15  | LT      | John Dunn                                | Chuck Jones                          | Super-sonnicus idioticus                                                 | n.v.                                                                 | Teil des Pilotfilms Adventures of the Road-Runner |
| 26  | 1. Feb. 1965                   | n.v.                               | Road Runner a Go-Go                     | 6:05  | MM      | John Dunn                                | Chuck Jones                          | n.v.                                                                     | n.v.                                                                 | Teil des Pilotfilms Adventures of the Road-Runner |
| 27  | 27. Feb. 1965                  | Das grosse Rennen                  | The Wild Chase                          | 6:30  | MM      | Friz Freleng                             | Friz Freleng, Co-Regie: Hawley Pratt | n.v.                                                                     | n.v.                                                                 | mit Speedy Gonzales & Sylvester; nicht zu verwechseln mit Das große Rennen aus dem Jahr 1939 (OT: Porky and Teabiscuit) oder Das große Rennen aus dem Jahr 1943 (OT: Tortoise Wins by a Hare); dt. Alternativtitel: Das Große Rennen |
| 28  | 31. Juli 1965                  | n.v.                               | Rushing Roulette                        | 6:20  | MM      | David Detiege                            | Robert McKimson                      | n.v.                                                                     | n.v.                                                                 | |
| 29  | 21. Aug. 1965                  | Lauf, Roadrunner, lauf             | Run, Run, Sweet Road Runner             | 6:00  | MM      | Rudy Larriva                             | Rudy Larriva                         | n.v.                                                                     | n.v.                                                                 | |
| 30  | 18. Sep. 1965                  | n.v.                               | Tired and Feathered                     | 6:20  | LT      | Rudy Larriva                             | Rudy Larriva                         | n.v.                                                                     | n.v.                                                                 | |
| 31  | 9. Okt. 1965                   | n.v.                               | Boulder Wham!                           | 6:30  | MM      | Len Janson                               | Rudy Larriva                         | n.v.                                                                     | n.v.                                                                 | |
| 32  | 30. Okt. 1965                  | n.v.                               | Just Plane Beep                         | 6:45  | MM      | Don Jurwich                              | Rudy Larriva                         | n.v.                                                                     | n.v.                                                                 | |
| 33  | 13. Nov. 1965                  | n.v.                               | Hairied and Hurried                     | 6:45  | MM      | Nick Bennion                             | Rudy Larriva                         | n.v.                                                                     | n.v.                                                                 | |
| 34  | 11. Dez. 1965                  | Wer rastet, der rostet             | Highway Runnery                         | 6:45  | LT      | Al Bertino                               | Rudy Larriva                         | n.v.                                                                     | n.v.                                                                 | |
| 35  | 25. Dez. 1965                  | n.v.                               | Chaser on the Rocks                     | 6:45  | MM      | Tom Dagenais                             | Rudy Larriva                         | n.v.                                                                     | n.v.                                                                 | |
| 36  | 8. Jan. 1966                   | n.v.                               | Shot and Bothered                       | 6:30  | LT      | Nick Bennion                             | Rudy Larriva                         | n.v.                                                                     | n.v.                                                                 | |
| 37  | 29. Jan. 1966                  | n.v.                               | Out and Out Rout                        | 6:00  | MM      | Dale Hale                                | Rudy Larriva                         | n.v.                                                                     | n.v.                                                                 | |
| 38  | 19. Feb. 1966                  | n.v.                               | The Solid Tin Coyote                    | 6:15  | LT      | Don Jurwich                              | Rudy Larriva                         | n.v.                                                                     | n.v.                                                                 | |
| 39  | 12. Mär. 1966                  | n.v.                               | Clippety Clobbered                      | 6:15  | LT      | Tom Dagenais                             | Rudy Larriva                         | n.v.                                                                     | n.v.                                                                 | |
| 40  | 5. Nov. 1966                   | n.v.                               | Sugar and Spies                         | 6:20  | LT      | Tom Dagenais                             | Robert McKimson                      | n.v.                                                                     | n.v.                                                                 | |
| 41  | 27. Nov. 1979                  | n.v.                               | Freeze Frame                            | 6:05  | MM      | John Dunn, Chuck Jones                   | Chuck Jones                          | Semper food-ellus                                                        | Grotesques appetitus                                                 | Teil des Specials Bugs Bunny’s Looney Christmas Tales |
| K1  | 21. Mai 1980                   | n.v.                               | Portrait of the Artist as a Young Bunny | 6:00  | LT      | Chuck Jones                              | Chuck Jones, Phil Monroe             | n.v.                                                                     | n.v.                                                                 | Kurzauftritt; mit Bugs Bunny & Elmer Fudd; Teil des Specials Bugs Bunny’s Bustin’ Out All Over |
| 42  | 21. Mai 1980                   | n.v.                               | Soup or Sonic                           | 9:10  | MM      | Chuck Jones                              | Chuck Jones, Phil Monroe             | Ultra-sonicus ad infinitum                                               | Nemesis ridiculii                                                    | Teil des Specials Bugs Bunny’s Bustin’ Out All Over |
| 43  | 21. Dez. 1994                  | n.v.                               | Chariots of Fur                         | 7:00  | LT      | Chuck Jones                              | Chuck Jones                          | Boulevardius-burnupius                                                   | Dogius ignoramii                                                     | |
| K2  | 23. Aug. 1996                  | n.v.                               | Superior Duck                           | 7:00  | LT      | Chuck Jones                              | Chuck Jones                          | n.v.                                                                     | n.v.                                                                 | Kurzauftritt; mit Daffy Duck, Kurzauftritte: Foghorn Leghorn, Marvin der Marsmensch, Schweinchen Dick, Taz, Tweety, Superman |
| 44  | 6. Nov. 2000                   | n.v.                               | Little Go Beep                          | 7:55  | LT      | Kathleen Helppie-Shipley, Earl Kress     | Spike Brandt                         | Morselus babyfatius tastius                                              | Poor schnookius                                                      | Annie-Award-Nominierung; als Babys |
| 45  | 1. Nov. 2003                   | n.v.                               | The Whizzard of Ow                      | 7:00  | LT      | Chris Kelly                              | Bret Haaland                         | Geococcyx californianus                                                  | Canis latrans                                                        | |
| K3  | 31. Mär. 2004                  | n.v.                               | Hare and Loathing in Las Vegas          | 6:00  | LT      | Chris Headrick, Bill Kopp, Dan Povenmire | Peter Shin, Bill Kopp                | n.v.                                                                     | n.v.                                                                 | Kurzauftritt; mit Bugs Bunny & Yosemite Sam |
| 46  | 30. Juli 2010                  | n.v.                               | Coyote Falls                            | 2:59  | LT      | Tom Sheppard                             | Matthew O’Callaghan                  | n.v.                                                                     | n.v.                                                                 | 3D-Animationsfilm; Annie-Award-Nominierung; Visual-Effects-Society-Award-Nominierung |
| 47  | 24. Sep. 2010                  | n.v.                               | Fur of Flying                           | 3:03  | LT      | Tom Sheppard                             | Matthew O’Callaghan                  | n.v.                                                                     | n.v.                                                                 | 3D-Animationsfilm |
| 48  | 17. Dez. 2010                  | n.v.                               | Rabid Rider                             | 3:53  | LT      | Tom Sheppard                             | Matthew O’Callaghan                  | n.v.                                                                     | n.v.                                                                 | 3D-Animationsfilm |
| 49  | 10. Juni 2014                  | n.v.                               | Flash in the Pain                       | 3:13  | LT      | Tom Sheppard                             | Matthew O’Callaghan                  | n.v.                                                                     | n.v.                                                                 | 3D-Animationsfilm; Kurzauftritt: Sylvester & Tweety, Granny |

- LT steht für die Looney-Tunes-Reihe, MM steht für die Merrie-Melodies-Reihe.
- W1–5 steht für Kurzfilme, in denen nur Wile E. Coyote an der Seite von Bugs Bunny auftritt.
- K1–3 steht für Kurzfilme, in denen Road Runner und Wile E. Coyote einen Kurzauftritt haben.
- Mit einem Sternchen gekennzeichnete Filme sind als Blue-Ribbon-Versionen wiederveröffentlicht worden. Schnell und Stürmisch wurde dadurch zu einem Merrie-Melodies-Cartoon.
- S8 steht für Super-8-Titel.

## Kompilationsfilm
- 1979: Bugs Bunnys wilde, verwegene Jagd (The Bugs Bunny/Road-Runner Movie, mit Realszenen, Road Runner: Digoutius-unbelieveablii, Coyote: Eatius-slobbius)

## Fernsehserien
- 1962: Adventures of the Road-Runner (Pilotfilm einer nicht produzierten Fernsehserie)
- 1966–1968: The Road Runner Show
- 1968–1985: The Bugs Bunny/Road Runner Show
- 1971–1977: The Electric Company
- 1972–1973: Schweinchen Dick (The Porky Pig Show, Kompilationsserie, 1964–1967)
- 1979: Die schnellste Maus von Mexiko (Kompilationsserie, neue Version: je 22 Folgen)
- 1983: Mein Name ist Hase (Kompilationsserie, nur Wile E. Coyote: 5 Folgen)
- 1990: Taz-Mania (nur Road Runner: 1 Folge)
- 1990–1992: Tiny Toon Abenteuer (Tiny Toon Adventures)
- 1993: Animaniacs (je 3 Folgen)
- 2002: Sylvester und Tweety (The Sylvester & Tweety Mysteries, nur Road Runner: Kurzauftritt in Folge 5x05)
- 2002–2005: Baby Looney Tunes (Road Runner: 14 Folgen, Wile E. Coyote: 12 Folgen)
- 2004: Duck Dodgers (nur Wile E. Coyote: 1 Folge)
- 2005: Bugs Bunny und Looney Tunes (Kompilationsserie)
- 2005–2007: Loonatics Unleashed
- 2011–2013: The Looney Tunes Show (Road Runner: 21 Folgen, Wile E. Coyote: 22 Folgen)
- 2015–2019: Die neue Looney Tunes Show (New Looney Tunes, Road Runner: 2 Folgen, Wile E. Coyote: 15 Folgen)
- seit 2019: Looney Tunes Cartoons (je 16 Folgen)

## TV-Specials
Es erschienen einige Fernsehspecials, die großteils aus alten Kurzfilmen bestehen. Nur Daffy Duck and Porky Pig Meet the Groovie Goolies (1972), Bugs Bunny’s Looney Christmas Tales (1979) und Bugs Bunny’s Bustin’ Out All Over (1980) sind originale Zeichentrickproduktionen.
- 1972: Daffy Duck and Porky Pig Meet the Groovie Goolies (mit Realszenen, nur Wile E. Coyote)
- 1979: Bugs Bunny’s Thanksgiving Diet (mit einer Realszene, Coyote: Forlornus miserablus)
- 1979: Bugs Bunny’s Looney Christmas Tales (Road Runner: Semper food-ellus; Coyote: Grotesques appetitus)
- 1980: Bugs Bunny’s Bustin’ Out All Over (Road Runner: Ultra-sonicus ad infinitum; Coyote: Nemesis ridiculii)
- 1980: The Bugs Bunny Mystery Special (nur Wile E. Coyote)

### Weitere
- 1986: Bugs Bunny/Looney Tunes 50th Anniversary (mit Star-Interviews)
- 1990: Happy Birthday Bugs (Happy Birthday, Bugs!: 50 Looney Years, mit Realszenen und Stars)
- 2003: Cartoon Network’s Funniest Bloopers and Other Embarrassing Moments (mit Realszenen)

## Direct-to-Videos
- 1992: Tiny Toons Abenteuer: Total verrückte Ferien (Tiny Toon Adventures: How I Spent My Vacation, nur Road Runner, Kurzauftritt)
- 1997: Bugs Bunny’s Funky Monkeys (Realfilm/Natur-Lehrfilm, nur Wile E. Coyote)
- 1997: Bugs Bunny’s Silly Seals (Realfilm/Natur-Lehrfilm, nur Wile E. Coyote)
- 2000: Tweety’s High-Flying Adventure (nur Wile E. Coyote, Kurzauftritt)
- 2003: Looney Tunes: Reality Check (Webtoons-Kompilationsfilm)
- 2003: Looney Tunes: Stranger Than Fiction (Webtoons-Kompilationsfilm, Kurzauftritt)
- 2006: Bah, Humduck! A Looney Tunes Christmas

## Realfilme/Animationsfilme
- 1996: Space Jam
- 2003: Looney Tunes: Back in Action (Coyote: Desertus-operatus-idioticus, Road Runner: Kurzauftritt)
- 2021: Space Jam: A New Legacy

### Weitere
- 1988: Falsches Spiel mit Roger Rabbit (Who Framed Roger Rabbit, Kurzauftritt)
- 1992: Harrys wundersames Strafgericht (Night Court, Fernsehserie, Folge 7x22: Wer kriegt Debbie?)

## Dokumentarfilme
- 1991: Chuck Amuck: The Movie
- 2000: Chuck Jones: Extremes & Inbetweens – A Life in Animation (mit Stars)

## Webtoons
Anfang der 2000er-Jahre wurden auf der Looney-Tunes-Website mehrere Webtoons veröffentlicht:
- 2001: Judge Granny #2 (Road Runner: Birdius tastius; Coyote: Poultrius devourius)
- 2002: Sports Blab #1–2 (nur Wile E. Coyote)
- 2002: Tech Suppork (nur Wile E. Coyote, Kurzauftritt)
- 2002: The Royal Mallard #3 (nur Road Runner, Kurzauftritt)
- 2004: Wile E. Coyote Ugly (Kurzauftritt)
- 2005: Fast Feud (Kurzauftritt)
- 2005: Grand Master Rabbit (nur Wile E. Coyote, Kurzauftritt)
- 2005: Malltown and Tazboy (Kurzauftritt)
- 2005: Wild King Dumb (Road Runner: Birdius tastius; Coyote: Poultrius devourius)

## Werbespot
- 2012: Geico-Werbespot